# Макнот, Джудит
Джудит Макнот (англ. Judith McNaught; родилась 10 мая 1944) — американская писательница, автор 17 любовных романов. Именно Макнот является основоположником жанра исторического любовного романа эпохи Регентства.

## Биография
В школьные годы из-за динамичной работы отца девушке пришлось сменить множество домов. К 14 годам она уже побывала в 14 штатах и жадно мечтала лишь об одном: спокойной, оседлой жизни и уютном доме.
Карьера автора сентиментального жанра никогда не входила в её планы. В 1966 году Джудит окончила колледж со степенью бизнес-администратора и собиралась стать менеджером по персоналу в одной из крупных авиакомпаний. Однако вместо этого девушке предложили место стюардессы, что, по мнению самой Джудит, было не лучшей идеей, поскольку она страдала аэрофобией.
В 1968 году Джудит вышла замуж, в этом браке родилось двое детей. Однако союз был несчастливым и скоро распался. Дети остались с матерью. Она назвала их Клейтон и Уитни — знаковые имена в её будущей писательской карьере.
В поисках работы Джудит пришла на радиостанцию СиБиЭс и стала секретарём. Впоследствии она стала административным ассистентом, а через год — продюсером эфирных программ. Однако активный рабочий график не давал молодой матери возможности заниматься детьми и поэтому через 3 года она уволилась и начала поиски новой работы. На этот раз Джудит получила работу интервьюера по персоналу, где проработала 6 месяцев. Позднее, эти моменты её жизни легли в основу романа Джудит «Битва желаний» (англ. Double Standards).
Вышла замуж за Майкла Макнота, одного из клиентов фирмы, в которой она работала ассистентом режиссёра. На двоих у Майкла и Джудит было 7 детей: 2 её и 5 — от его предыдущего брака. Будучи замужем уже 5 лет, Джудит впервые начала задумываться о писательской деятельности. В этот же период у её мужа появился новый бизнес, и стремясь занять себя Джудит начала писать. Новое хобби приносило удовлетворение. Джудит жаждала писать романы, наполненные юмором и нежностью, романы, которые заставят читателя улыбнуться и громко засмеяться, а потом почувствовать горечь слёз от истинной радости истории. В 1983 году в результате несчастного случая муж Джудит Макнот погиб. Последующие месяцы она провела в путешествиях, пытаясь вновь упорядочить свою жизнь. Именно тогда она снова начала писать.
В последующие годы Джудит Макнот вышла замуж ещё раз, однако в 2003 году она развелась со своим третьим мужем, профессиональным игроком в гольф Доном Смитом. После развода Смит и Макнот сохранили мирные и дружественные отношения. Последние годы Джудит живёт в Техасе, активно занимается благотворительностью. Её деятельность лежит в сфере борьбы с раком молочной железы. Она также поддерживает движение за ликвидацию неграмотности. Последнее направление стало очень актуальным для самой Джудит, поскольку она начала заниматься это проблемой со времени написания романа «Само совершенство» (англ. Perfect).

## Писательская карьера
Начало писательской деятельности Джудит было обусловлено сменой деятельности её мужа. Стремясь занять себя во время его частых отлучек, она стала писать. Первые литературные неудачи не сломали её. Майкл всегда поддерживал Джудит в её начинаниях, когда издатели один за другим отвергали рукописи. Первой из них была «Уитни, любимая». Макнот писала этот роман в период с 1978 по 1982 гг. Не сумев продать рукопись, Джудит пишет «Триумф нежности», который был принят издательством. Она получила пробный выпуск 20 июня 1983 г. — на следующий день после гибели мужа.
Уитни, любимая был опубликован в 1986 г. До этого в 1983 и 1984 гг. были изданы два её романа, принёсших Джудит первый успех — «Триумф нежности» и «Битва желаний». Ещё не зная, что в жанре исторического романа эпохи Регентства существуют определённые каноны, Макнот создала нечто уникальное. Её романы сначала представляли героя, а не героиню, как это было принято раньше. В отличие от типичных романов об эпохе Регентства, "легкий флирт без сексуальных сцен, " её романы были «чувственными и остроумными».
Именно роману «Уитни, любимая» приписывают звание основоположного в жанре исторического романа о Регентстве. Его объём, чувственность и эмоциональная интенсивность были новинкой, более присущей традиционным историческим романам. С момента издания романа прошло почти 25 лет, однако он популярен до сих пор и его успех положил начало новой моде, новому стилю в написании исторических романов. Начиная с 1985 г. появилось более 50 авторов сентиментального жанра, пишущих в подобном стиле.
Сама Макнот к 1990 г. решила попробовать себя в написании современных любовных романов, мотивируя это меньшей насыщенностью этой ниши литературного рынка. Однако независимо от жанра, её книги обладают тенденцией быть динамичными, с сильными, верными, сострадательными и интеллектуальными героинями. Эта феминистическая черта красной нитью проходит через всё творчество Макнот.
Джудит Макнот стала первой из авторов этого жанра, кто подписал многомиллионный контракт с правом публикации книг в твердом переплёте. В 1988 г. она впервые попала в список бестселлеров The New York Times, и все последующие её романы также попадали в эту престижную категорию.
В начале 1990-х пивоваренная компания Coors Brewing обратилась к Джудит с просьбой написать книгу, которая была бы направлена на женщин и могла бы использоваться компанией, чтобы продвинуть её женскую программу грамотности. Потрясенная открытием, что каждая пятая женщина является практически безграмотной, Макнот решила переписать уже почти оконченную рукопись «Само совершенство», добавив в неё проблему безграмотности среди женщин. Внесение правок заняло около 6 недель и после выхода романа Джудит решила пожертвовать часть своего гонорара для развития специальных программ по ликвидации неграмотности. Она настояла на том, чтобы каждая её книга содержала в себе методическое указание для тех, кто хочет помочь в решении этой проблемы.
Джудит Макнот была основным докладчиком на конференции Romance Writers of America в 1996 г., а в 1997 г. Texas Women’s Monthly назвал её лидером среди других авторов, например, Джона Гришэма, Патриции Корнуэлл и Дина Кунца. Также Макнот была названа лидером по версии Romantic Times Career Achievement Award за роман «Ночные шорохи».
Джудит Макнот написала 17 романов, а также 2 дополненные версии к ранее изданным.

## Цитаты
- «— И в твоей жизни будут такие моменты, когда ты забудешь о логике и планах, отдашься властному зову своего внутреннего голоса. Конечно, со стороны это может показаться безумием. Но в таких ситуациях человек слушает только своё сердце.» Помнишь ли ты
- «— Я подарю тебе рай на золотом блюде, — мучительно нежно шепнул он. — Все, что захочешь, все, что пожелаешь. В придачу со мной, конечно. Это комплексная сделка.» Рай
- «— Я хотел бы, чтобы вы подарили мне дочерей с вашими волосами и вашим характером, — начал он. — И чтобы у сыновей были ваши глаза и ваше мужество. Но если ваши пожелания не совпадут с моими, я буду вам благодарен за любого ребенка, которого вы мне подарите.

— Я хочу, чтобы вы носили мое имя, и тогда разом прекратятся все сплетни и кривотолки. — Он ласково гладил её руки, глядя ей прямо в глаза. — Я хочу получить право делить с вами ложе сегодня и всегда, всю жизнь. Хочу каждую ночь слышать ваши страстные стоны и просыпаться в ваших объятиях. — Стивен обхватил ладонями её лицо и осторожно смахнул слезинки с её ресниц. — И ещё хочу услышать, что вы любите меня до безумия. Но с последней просьбой вы можете не спешить, я готов подождать до ночи. В обмен на все это обещаю выполнить любое ваше желание, если только это будет в моей власти» Что я без тебя...
- «- Ну вот, моя радость… — произнес он тихим многозначительным тоном, посматривая, куда она собирается метнуться на этот раз.

Беглянка с обожанием взглянула на его прекрасное бледное лицо, а затем метнулась.., прямо к Джейсону, приникнув к нему и крепко обняв.
С минуту Джейсон стоял абсолютно неподвижно, борясь с раздирающими его сердце чувствами, затем потихоньку расслабился. Его руки обхватили тонкую талию, с невероятной силой сжали её, и он трепетно прижал жену к себе.
— Я люблю тебя, — хрипло прошептал он, зарывшись лицом в её волосы. — О Господи! Я так тебя люблю!» Раз и навсегда

## Премии
- 1985 — Romantic Times Award за лучший исторический роман «Уитни, любимая»
- 1986 — Romantic Times Critic’s «Лучший выбор»
- 1987 — Affaire de Coeur Golden Pen Certificate за роман «Раз и навсегда»
- 1987 — Affaire de Coeur Reviewer’s в номинации «лучший выбор» за роман «Раз и навсегда»
- 1997 — Romantic Times Career Achievement Award «лучший роман» — «Ночные шорохи»

### Серия «Уэстморленды»
- Королевство грёз (A kingdom of dreams, 1989)
- Уитни, любимая (Whitney, my love, 1985)
- Что я без тебя… (Until You, 1994)
- Чудо с замужеством Джулианны ( Miracles, 1995—1997)

### «Романтическая» серия
- Раз и навсегда (Once and Always, 1987)
- Нечто чудесное (Something wonderful, 1988)
- Благословение небес (Almost heaven, 1990)

### «Современная серия»
- Триумф нежности (Tender Triumph, 1983)
- Битва желаний (Double Standards, 1984)
- Рай  (Paradise, 1991)
- Само совершенство (Perfect, 1993)
- Искусство фотографа (Double exposure)  1995
- Помнишь ли ты (Remember when, 1996)
- Ночные шорохи (Night Whispers, 1998)
- Каждый твой вздох (Every breath you take, 2003)
- Наконец-то вместе (Someone to watch over me, 2003)
- Моя прелесть (The Sweetest Thing, 2018)